# Algorithme de Baeza-Yates-Gonnet
L'algorithme de Baeza-Yates-Gonnet plus connu sous le nom de Shift-Or ou encore Bitap est un algorithme de recherche de sous-chaîne.
Sa version en recherche exacte a été publiée par Bálint Dömölki en 1964 avant d'être adaptée en 1996 par Ricardo Baeza-Yates et Gaston Gonnet pour satisfaire une recherche approximative.
L'algorithme utilise des opérations bit à bit ce qui lui permet d'atteindre une bonne performance. Cependant une limitation inhérente est que la sous-chaîne ne peut dépasser la taille d'un mot machine.
Une autre force de Shift-Or est sa capacité à être facilement adapté pour faire des recherches approximatives.

## Description
Le pré-traitement construit une table de masques de la taille de l'alphabet ∑ ainsi qu'une table R de bits de la taille d'un mot (32/64 bits en général).

## Exemple de recherche exacte
Pour un pattern P="string" de longueur p=6 et un alphabet ASCII (256 caractères) et une machine 32 bits et des entiers non signés.
Pour tirer parti du décalage de bit à gauche qui insère un 0 à la droite, on fait le choix de considérer que 0 indique une correspondance et 1 indique une différence entre deux caractères. La manière "intuitive" de procéder requiert de faire l'opération R |=[Quoi ?] 1 dans la boucle[Quoi ?], ce qui serait sub-optimal.

### Pré-traitement
Chaque entrée de la table de masquage (de la taille de l'alphabet, soit 256 ici) est initialement remplie à
```
   ~0, soit 11111111111111111111111111111111
```

Puis pour chaque caractère de P, la table de masquage est mise à jour a l'index du caractère.
```
   l'index 's' a pour valeur ~(1 << 0) soit 11111111111111111111111111111110
   l'index 't' a pour valeur ~(1 << 1) soit 11111111111111111111111111111101
   l'index 'r' a pour valeur ~(1 << 2) soit 11111111111111111111111111111011
   l'index 'i' a pour valeur ~(1 << 3) soit 11111111111111111111111111110111
   l'index 'n' a pour valeur ~(1 << 4) soit 11111111111111111111111111101111
   l'index 'g' a pour valeur ~(1 << 5) soit 11111111111111111111111111011111
```

La table de bits R est initialisée à ~1, soit 11111111111111111111111111111110

### Recherche
Pour chaque caractère du texte T en partant du premier, la valeur de R est mise à jour de la façon suivante :
```
   R = R | mask[T[i
]]

   R = R << 1
```

Par exemple, si le premier caractère de T est 's' (et qui donc correspond au premier caractère de P)
```
   En entrée : R = 11111111111111111111111111111110
   R = 11111111111111111111111111111110 | 11111111111111111111111111111110 = 11111111111111111111111111111110
   R = 11111111111111111111111111111110 << 1 = 1111111111111111111111111111100
   En sortie : R = 11111111111111111111111111111100
```

Puis si le caractère suivant de T est 't' (correspond au second caractère de P)
```
   En entrée : R = 11111111111111111111111111111100
   R = 11111111111111111111111111111100 | 11111111111111111111111111111101 = 11111111111111111111111111111101
   R = 11111111111111111111111111111101 << 1 = 11111111111111111111111111111010
   En sortie : R = 11111111111111111111111111111010
```

Admettons que chaque caractère de P soit successivement trouvé dans T
```
   En sortie : R = 11111111111111111111111110111110
```

### Condition de sortie
La condition pour vérifier que P est présent dans T est la suivante :
```
   R & (1 << 
p
) == 0
```

Comme 1 << p vaut dans notre cas :
```
   1 << 6 = 00000000000000000000000001000000
```

La condition testée est donc :
```
    11111111111111111111111110111110
  & 00000000000000000000000001000000
```

Ce qui vaut 0 (pour rappel, il a été fait le choix de considérer que 0 indique une correspondance), donc P a été trouvé dans T à la position i.

## Complexité
Dans cette section, |P| est la longueur du motif, |T| est la longueur du texte, et |∑| est le nombre de symboles dans l'alphabet.
En espace, Shift-Or a une complexité O(|P|+|∑|).
Le pré-traitement a une complexité en temps en O(|P|+|∑|).
La recherche a une complexité en temps en O(|T|).